# Gauforum (Hannover)
Das Gauforum in Hannover war eines von mehreren zur Zeit des Nationalsozialismus in den Gauhauptstädten geplantes Gauforum. Auch die spätere niedersächsische Landeshauptstadt sollte eine der „Baugesinnung des Dritten Reiches entsprechende Umgestaltung“ erfahren. Das per Führererlass geplante hannoversche Gauforum in unmittelbarer Nähe des Maschsees sollte in Form von drei Foren der NSDAP entstehen.

## Geschichte und Beschreibung
Nachdem auf der Grundlage des im Reichsgesetzblatt vom 4. Oktober 1937 veröffentlichten Gesetz über die Neugestaltung deutscher Städte in anderen Gauhauptstädten bereits die Planungen für die örtlichen Gauforen begonnen hatten, folgte auch Hannover diesen Beispielen. Geplant wurden drei sogenannte „Foren“:
1. ein „Staatsforum“ mit der „Reichsstatthalterei“ an der damaligen Rudolf-von-Bennigsen-Straße (das heutige Rudolf-von-Bennigsen-Ufer);
2. ein „Städtisches Forum“ gegenüber dem Neuen Rathaus sowie
3. ein „Gauforum“ am Waterlooplatz als Forum der NS-Partei.[1]

Im November 1937 verkündete der Reichsminister des Innern, Wilhelm Frick, bei der Amtseinführung des hannoverschen Oberbürgermeisters Henricus Haltenhoff, nun solle „nach dem Willen des Führers“ auch Hannover „[...] in die Reihe der nach dem Kriege neu zu gestaltenden Städte“ aufgenommen werden.
Im April 1938 wurde Adolf Hitler ein fertig ausgearbeiteter Plan für das Gauforum vorgelegt. Zwar stimmte der Hitler grundsätzlich zu; doch sollte aufgrund der Abmessungen des anfangs für den Waterlooplatz geplanten Gebäudekomplexes, zu dem unter anderem eine 30.000 Sitzplätze umfassende „Halle der Volksgemeinschaft“ gehörte, dieses Forum ebenfalls an den Maschsee verlegt werden, auf Vorschlag von Albert Speer an die Westseite des Sees. Hierfür musste jedoch zunächst eine Vergrößerung des künstlichen Gewässers von bisher rund 75 Hektar (ha) auf nunmehr 140 ha ins Auge gefasst werden.
Die umgestalteten Planzeichnungen fanden im März 1940 „Gnade vor den Augen des Reichskanzlers“, und so intervenierte der Diktator aus der Ferne mit seinem am 16. Mai 1940 im Reichsgesetzblatt veröffentlichten  „Erlass des Führers und Reichskanzlers über städtebauliche Maßnahmen in der Stadt Hannover“. Der sozusagen mit Gesetzeskraft erlassene erste Satz lautete:

„Für die Stadt Hannover ordne ich die Durchführung der von mir bestimmten besonderen städtebaulichen Maßnahmen an,“

wodurch der seinerzeitige Leiter des Gaues Südhannover-Braunschweig Bernhard Rust für entsprechende Maßnahmen verantwortlich wurde. Nach der Einigung über die Finanzierung der gigantischen Bauvorhaben in Höhe von rund 56 Millionen Reichsmark wurde ein erstes der hannoverschen Stadtmodelle am 19. Januar 1941 dem  Stellvertreter des Führers, Rudolf Heß, vorgestellt, der zur Amtseinführung des neuen Gauleiters Hartmann Lauterbacher nach Hannover gereist war.
Durch die Folgen des Zweiten Weltkrieges wurde die Einstellung der weiteren Arbeiten für das Gauforum zum 2. April 1942 durch die Reichskanzlei angeordnet. Bis dahin waren lediglich die Fundamente für die an der Westseite des Maschsees geplante Zuschauertribüne auf dem geplanten „Aufmarschgelände“ gelegt worden. Zudem fand sich hier der Befehlsstand Hartmann Lauterbachers, der später von der Britischen Besatzungsmacht gesprengt wurde. Die Betonmassen des unfertigen hannoverschen Gauforums verschwanden dann unter dem nach den Luftangriffen auf Hannover entstandenen Trümmerberg. Anfang der 1950er Jahre entstand hier das Niedersachsenstadion mit seinen umliegenden Grünflächen, das später AWD-Arena hieß und heute HDI-Arena heißt.

## Archivalien
An Archivalien zum Gauforum Hannover finden sich beispielsweise
- mindestens eine – gestellte – Fotografie von „Hitlers Fotografen“ Heinrich Hoffmann im Besitz des Historischen Museum Hannover (HMH): Abgebildet ist eine Gruppe von NS-Größen in Berlin im Jahr 1941 hinter einem hannoverschen Stadtmodell mit den geplanten Großbauten.[5] Das Foto, abgedruckt im zweiten Band zur Geschichte der Stadt Hannover, ist dort untertitelt: „Stadtbaurat Elkart erläutert dem »Stellvertreter des Führers«, Rudolf Heß (3. v. l.), am 19. Januar 1941 das neue Stadtmodell“.[3] Zudem finden sich „Gauleiter Hartmann Lauterbacher (1. Reihe, 2. v. li.), Oberpräsident und Stabschef der SA Viktor Lutze (1. Reihe, 4. v. li.), Oberbürgermeister Henricus Haltenhoff (2. v. re.).“ Deutlich erkennbar ist auch die Verlängerung des Großgeländes vom Schützenplatz aus.[5]